# 19707 Токунай
19707 Токунай (19707 Tokunai) — астероїд головного поясу, відкритий 8 жовтня 1999 року.
Тіссеранів параметр щодо Юпітера — 3,598.
Названо на честь Токунай (яп. とくない(徳内) токунай).